# VESA Local Bus

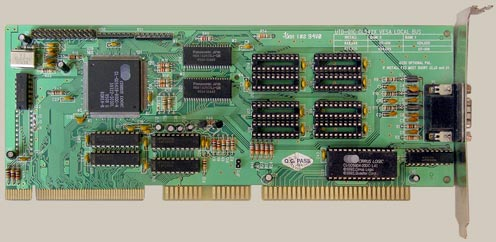
SVGA VLB karta

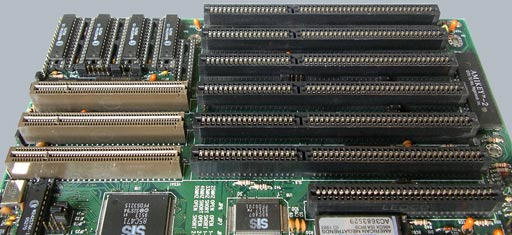
VLB a ISA sloty na základní desce

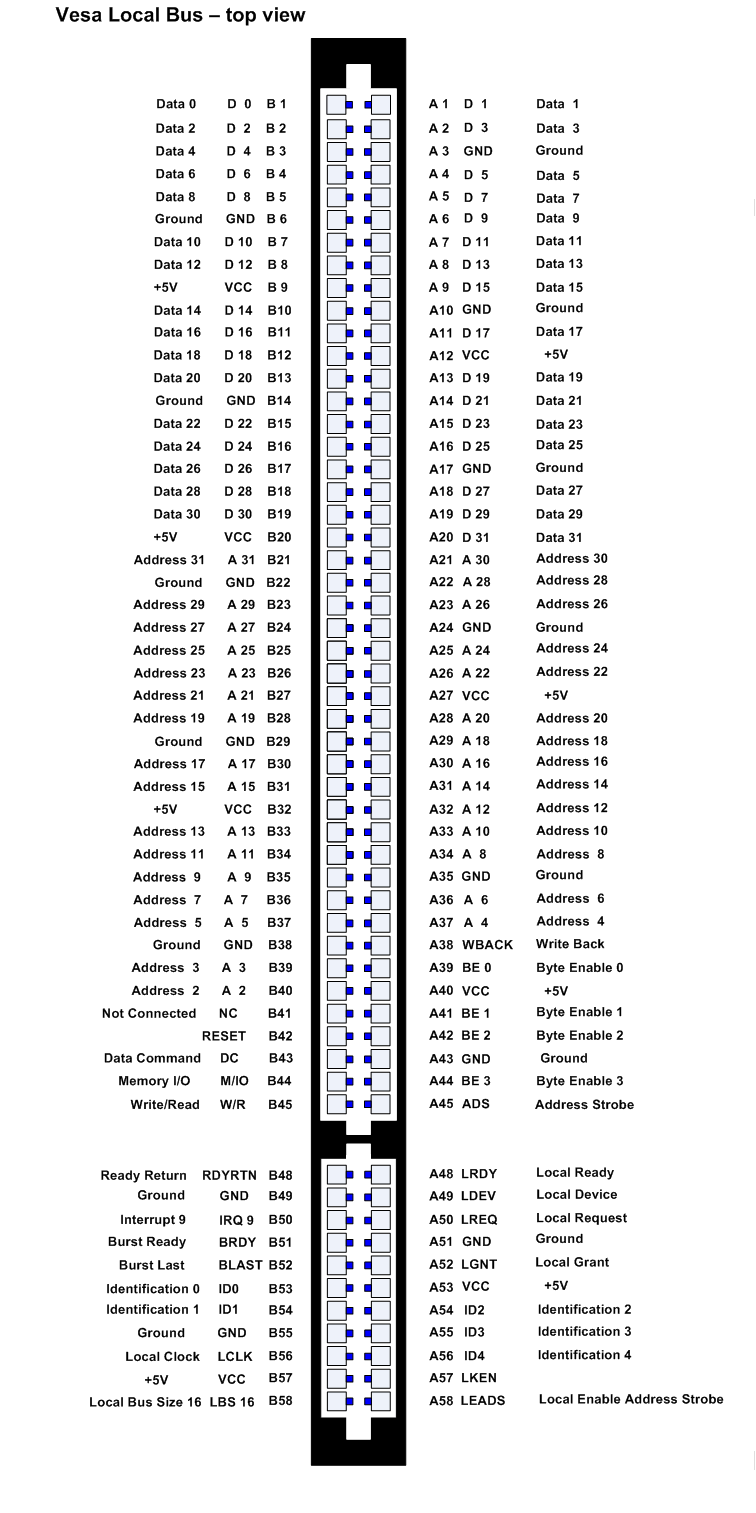
popis konektoru(anglicky)

VESA Local Bus byla nejoblíbenější lokální sběrnicí na základních deskách PC v letech 1992 až 1994. Vývoj sběrnice vedl výbor VESA Committe, který založila firma NEC jako neziskovou organizaci a řídila jej. Hlavní účel VESA Local Bus bylo zkvalitnění připojení grafické karty, jelikož rozhraní ISA přestávalo stačit novým požadavkům. Svoji roli v práci na rozhraní jistě sehrála i snaha o zvýšení prodeje kvalitních displejů a počítačů firmy NEC na počítačovém trhu.
VESA vyvinula standard lokální sběrnice nazvaný VESA Local Bus, zkráceně VL-Bus. Sloty VL-Bus nabízí přímý přístup do systémové paměti rychlostí odpovídající rychlosti procesoru. Data používají pro přenos šířku 32 bitů, čímž je umožněn vyšší tok dat mezi CPU a grafickou kartou nebo pevným diskem, odpovídající plné šířce sběrnice CPU 486.
VL-Bus využívala pro přenos tzv. burst mód - v něm nebyly přenášeny dvojice adresa-data, ale na jednu adresu se přenesly 4 datové bloky. Tím byla stejná datová propustnost zajištěna pouhými 5 cykly sběrnice (bez burst módu bylo nutných 8 cyklů). Maximální propustnost sběrnice VL-Bus je 128 MB/s až 132 MB/s.
VL-Bus nabízí díky svým parametrům rychlejší rozhraní pro připojení pevných disků. Většina 16bitových disků IDE může dosáhnout propustnost nejvýše 5 MB/s, adaptéry pevných disků VL-Bus pro jednotky IDE poskytují propustnost až 8MB/s.

## NedostatkytechnologieVL-Bus
- Závislost na CPU 486. Nevýhoda VL-Busu je závislost na sběrnici procesoru 486 - tato sběrnice se liší od sběrnice, která se používá v procesorech Pentium či 386. VL-bus není konstruována pro plnou rychlost procesoru Pentia. Tím dochází k omezení výkonu VL-Bus. U procesorů 386 je výkon sběrnice omezen rychlostí procesoru.

- Omezení rychlosti. Teoretická rychlost poskytující VL-Bus na sběrnici je až 66 MHz, ale vlastnosti konektorů VL-Bus omezují karty adaptérů na rychlost 40 až 50 MHz. Avšak praktický provoz při rychlosti vyšší než 33 MHz přináší řadu problémů. Systémy používající rychlejší sběrnici procesoru musí mít vyrovnávací buffery a možnost snížit hodinovou rychlost na VL-Bus.

- Elektrická omezení. Pravidla časování na sběrnici procesoru jsou velmi přísně stanovená. Pravidla časování byla navržena pro omezené používání sběrnice, tj. při připojení dalších elektronických zařízení dochází k významnému elektrickému zatížení a pokud není lokální sběrnice správně navržena, může dojít k problémům integrity dat a časování mezi CPU a kartou VL-Bus.

- Omezení pro kartu. Standardně je VL-Bus navržena pro připojení tří karet. Jak se zvyšuje elektrické zatížení systémové desky, dochází k zvýšení rychlosti hodin a tím se snižuje možný počet připojených karet. Při nastavení systémové desky na frekvenci 50 MHz je možné připojit jen jednu kartu.

## Konstrukce
Návrh VL-Bus je velice jednoduchý. Hlavní konstrukční vlastnost je, že přebírá signály z procesoru 486 a přenáší je na kontakty konektoru karty. Tato vlastnost zlevnila návrh, protože nepotřebuje k fungování přídavné čipové sady či jiné čipové zařízení. Tím je možná velice jednoduchá montáž na základní desku.
Procesor 486 však není dobře přizpůsoben pro připojení více zařízení VL-Bus současně, protože VESA Local Bus přímo sdílí datovou a adresovou sběrnice s mikroprocesorem počítače. Větší počet zařízení by tedy příliš zatížil procesorovou sběrnici.
Další problém vznikal v časování. VL-Bus pracuje na stejné rychlosti jako rychlost sběrnice procesoru a různé procesory mají různou rychlost - tím je i různá rychlost sběrnice. Tato vlastnost ztěžovala kompatibilitu. Spolupráce VL-Bus s ostatními procesory (386, Pentium) je možná, ale plný výkon je dosažitelný pouze s procesory 486. Příchod sběrnice PCI znamenal pro sběrnici VL-Bus konec vývoje.

## Použití v praxi
Konektor sběrnice VLB je na desce umístěn podélně za ISA sběrnicí, šlo tedy o rozšíření funkcí původní ISA. Karty pak zabíraly oba sloty najednou: celou ISA a volitelně i VLB konektor. VLB je zpětně kompatibilní k ISA. Samotný rozšiřující VLB konektor je konstrukčně shodný s PCI konektorem, jen se pro účely VLB odléval z hnědého plastu, na rozdíl od převážně bílého PCI.